# Буша
Буша́ (укр. Буша, пол. Busza) — село в Ямпольском районе Винницкой области Украины. Расположено возле слияния рек Мурафа и Бушанка.
Население — 800 человек.

## История
Наиболее ранние из обнаруженных поселений на территории Буши датируются поздним палеолитом (15—40 тыс. лет назад).
Также на территории Буши обнаружены орудия трипольской культуры и керамика черняховской культуры.
В XII—XIII веках Буша входит в состав Галицко-Волынского княжества, позже — в состав Великого княжества Литовского.
Во второй половине XVI века по приказу хозяина местных земель — гетмана Яна Замойского и его сына Томаша было начато строительство замка. Замок располагался на мысу, образованном реками Мурафа и Бушанка. В соответствии со старинным описанием в замке насчитывалось 6 башен, соединенных между собой подземными ходами. Каждая из башен имела свой отдельный пороховой погреб.
В 1580 г. Буша входит в состав Речи Посполитой. В этот период Буша часто подвергается татарским набегам, поскольку являлась пограничным городом.
В начале XVII века Буша получает статус города, население в этот период составляло около 2 тыс. человек.
В 1617 гетман Станислав Жолкевский подписал в Буше мирный договор с турецким полководцем Искандер-пашей, приостановив тем самым на несколько лет польско-турецкую войну.
В 1648 году Богдан Хмельницкий занимает оставленный поляками город, и он входит в состав территорий Брацлавского казацкого полка. Население города в этот период оценивается историками в 12—16 тыс. жителей.
В 1654 году Буша была осаждена польскими войсками, в результате осады город был взят, но защитники крепости взорвали замковые пороховые погреба, и погибли вместе с частью нападавших. Зная о том, что ждёт пленённых поляками женщин, жена убитого сотника Завитного, чтобы не достаться врагу, села на бочку с порохом и взорвала себя. По её примеру другие женщины сперва бросали в огонь или в колодцы своих детей, а затем и сами кидались за ними. Около семидесяти женщин укрылось в пещере, заросшей терновником. Поляки нашли их и уговаривали сдаться, но они отвечали выстрелами. Тогда к пещере направили воду соседнего ручья и все они утонули, не желая достаться на поругание полякам.
До наших дней сохранилась лишь одна из башен крепости, позже переделанная в колокольню.
В наши дни Буша является одним из центров зелёного и этнографического туризма в Винницкой области, Подолье и Украине.

## Религия
В селе действует храм святителя Феодосия Черниговского Ямпольского благочиния Могилёв-Подольской епархии Украинской православной церкви.

## Достопримечательности
- Одна из шести крепостных башен (восстановленная), сохранившаяся после погрома 1654 г., с экспозицией внутри
- Городская ратуша XVI ст. (расположенная на территории частной усадьбы)
- Дохристианский скальный храм VIII—IX ст. н. э. с уникальными художественными барельефами
- Старое казацкое кладбище XVII—XIX ст.
- Каньон с пещерами Гайдамацкий яр
- Археологический музей Трипольской культуры
- Этнографический музей на базе сельской усадьбы конца XIX в. (2004)
- Художественный музей (современное искусство)
- Расставленные по всему селу и за его пределами каменные скульптуры из песчаника

Одно из самых популярных мест у туристов — Гайдамацкий яр. Это каньон, образованный ледником, по дну которого протекает речка Бушанка. Стены каньона сложены из огромных глыб камня-песчаника, в котором есть немало расщелин и пещер. По историческим сведениям, в яру пряталось население Буши во время вторжения иноземных захватчиков. Также в нём укрывались гайдамаки, предпринимавшие вылазки против местной знати, польских, татарских и турецких войск.
Не менее интересным для туристов также является языческий барельеф в Скальном храме, на котором изображена женщина в молитвенной позе, дерево без листьев, петух, олень и загадочный квадрат сверху. Считается, что камень этот обладает мистической силой, за что пользуется популярностью у экстрасенсов, прорицателей, язычников и шаманов.

## Государственный историко-культурный заповедник «Буша»
Государственный историко-культурный заповедник «Буша» в селе Буша Ямпольского района Винницкой области создан по инициативе местных органов власти согласно постановлению Кабинета Министров Украины от 13.08.2000 г. № 1275 о «Государственном историко-культурном заповеднике „Буша“ в Винницкой области» и распоряжению областной государственной администрации от 12.10.2000 г. о «Государственном историко-культурном заповеднике „Буша“ Ямпольского р-на Винницкой области».
Создан историко-культурный заповедник с целью сохранения памяток архитектуры, археологии и истории. Постановлением Кабинета Министров Украины от 27.12.2001 г. № 1761 комплекс памяток историко-культурного заповедника «Буша» был признан памяткой национального значения.
Все памятки комплекса «Буша» объединены общей территорией. Это 8 объектов:
- 4 памятника археологии от ІІІ тыс. до н. э. до XII ст. н. е. (в том числе Геологический памятник природно-заповедного фонда «Гайдамацкий яр»)
- остатки крепости и подземных ходов XVI—XVII ст.
- городская ратуша XVI ст. (расположенная на территории частной усадьбы)
- дохристианский и христианский скальный храм V—XVI ст. н. э. с уникальными художественными барельефами
- кладбище XVIII—XIX ст.

На территории заповедника также расположен парк исторической скульптуры, где ежегодно проводятся международные пленэры скульпторов-каменотесов, и три музея: археологии, этнографии, обороны Буши.
Адрес заповедника: Государственный историко-культурный заповедник «Буша», с. Буша, Ямпольский район, Винницкая область, Украина.

## Галерея
- Заповедник Буша
- Реконструированная крепостная башня
- Скальный храм
- Плита-барельеф в скальном храме
- Музей Трипольской культуры
- Старое казацкое кладбище
- Центр села
- Скульптура в центре села
- Скульптура в селе
- Скульптура в Буше